# Exército Guerrilheiro da Galiza
O Exército Guerrilheiro da Galiza (em castelhano, Ejército Guerrillero de Galicia) foi uma organização antifranquista que funcionou na Galiza, entre 1944 e 1949.

## História

Do castelhano, Exército Guerrilheiro da Galiza • Autoridade •

Como o castelão do nome original indicia, era integrante de um grupo não-separatista, o comunista União Nacional Espanhola, contando com guerrilheiros locais galegos que viriam a gerir as operações locais com algum grau de autonomia.
A organização formou-se numa reunião em Avegondo em outubro de 1944, presidida por Manuel Castro Rodríguez, delegado da Internacional Comunista na União Nacional Espanhola, organização integrante do Partido Comunista de Espanha (PCE). Participaram Manuel Ponte, Francisco Rei Balbis, Marcelino Rodrigues Fernandes, Adolfo Allegue Allegue, Juan Pérez Dopico. À organização, juntar-se-iam mais tarde figuras como Benigno Andrade Garcia e Camilo de Dios.

## Resultados da procura
A organização dividiu-se em quatro agrupamentos que pretendiam abarcar toda a Galiza. Cada agrupamento estava estruturado em partes às que se lhes atribuíam zonas determinadas de actuação.
- I Agrupamento actuava no extremo oriental da província de Ourense, O Berzo e o sul da província de Lugo.
- II Agrupamento tinha atribuída o resto da província de Ourense.
- III Agrupamento operava na faixa norte e ocidental da província de Lugo.
- IV Agrupamento situou-se na zona noroeste da Galiza.
- Em 1946 criou-se o V Agrupamento, que operava na zona central da Galiza.

Em 1948 foi desarticulada a direcção nacional do PCE no interior do país, e a direcção no exílio assumiu o controlo deste partido e dos comités regionais. Na Primavera desse ano, o comando guerrilheiro convocou delegados de todos os agrupamentos numa reunião nas florestas do Eume. Conforme decidido pelo PCE desde França, o objectivo era discutir a possibilidade da dissolução da guerrilha, efectivada em outubro. A direcção do partido no exílio, justificando-se na falta de moral resultante da constante perseguição franquista, decidiu priorizar a acção política em detrimento da mais forçosa luta armada.